# Жайык (Байтерекский район)
Жайы́к (каз. Жайық) — село в Байтерекском районе Западно-Казахстанской области Казахстана. Входит в состав Трекинского сельского округа. Код КАТО — 274461300.

## Население
В 1999 году население села составляло 157 человек (71 мужчина и 86 женщин). По данным переписи 2009 года в селе проживали 274 человека (137 мужчин и 137 женщин).